# Tretioscincus bifasciatus
Espèce
Synonymes
- Heteropus bifasciatus Duméril, 1851
- Tretioscincus castanicerus Cope, 1862
- Tretioscincus bifasciatus kugleri Shreve, 1949

Tretioscincus bifasciatus est une espèce de sauriens de la famille des Gymnophthalmidae.

## Répartition
Cette espèce se rencontre en Guyane, au Suriname, au Guyana, au Venezuela, aux îles ABC et en Colombie.

## Publication originale
- Duméril & Duméril, 1851 : Catalogue méthodique de la collection des reptiles du Muséum d'Histoire Naturelle de Paris. Gide et Baudry/Roret, Paris, p. 1-224 (texte intégral).